# Football Club Lugano 1933-1934
Questa voce raccoglie le informazioni riguardanti il Football Club Lugano nelle competizioni ufficiali della stagione 1933-1934.

## Stagione
Questo primo campionato a girone unico vide una brillante prestazione del FC Lugano, ottenente un terzo posto dietro la coppia in lotta per il titolo Servette, Grasshopper. Stagione regolare con una sola sbavatura: la partita persa contro il Young Fellows per 6 a 2 dopo che il primo tempo vedeva il Lugano in vantaggio per 2 a 0.

## Rosa
| N. |                     | Ruolo | Calciatore         |
| -- | ------------------- | ----- | ------------------ |
|    | Svizzera (bandiera) | P     | Renato Bizzozero   |
|    | Svizzera (bandiera) | P     | Gustav Schlegel    |
|    | Svizzera (bandiera) | D     | Cesare Bassi       |
|    | Italia (bandiera)   | D     | Giacomo Bosco      |
|    | Svizzera (bandiera) | D     | Fiori              |
|    | Svizzera (bandiera) | D     | Pedrazzoli         |
|    | Svizzera (bandiera) | C     | Piero Donizetti    |
|    | Svizzera (bandiera) | C     | Gabriele Gilardoni |
|    | Svizzera (bandiera) | C     | Arnaldo Ortelli    |
|    | Svizzera (bandiera) | C     | Felice Soldini     |
|    | Ungheria (bandiera) | C     | János Kvasz        |
|    | Svizzera (bandiera) | D     | Papa               |
|    | Svizzera (bandiera) | C     | Mestrone           |

| N. |                     | Ruolo | Calciatore     |
| -- | ------------------- | ----- | -------------- |
|    | Svizzera (bandiera) | C     | Steiner        |
|    | Svizzera (bandiera) | C     | Brugnoli       |
|    | Svizzera (bandiera) | C     | Cavicchioli    |
|    | Svizzera (bandiera) | C     | Gabri          |
|    | Svizzera (bandiera) | C     | Kittel         |
|    | Svizzera (bandiera) | D     | Josef Chloupek |
|    | Svizzera (bandiera) | A     | Montorfani     |
|    | Svizzera (bandiera) | A     | Wiederkehr     |
|    | Ungheria (bandiera) | C     | János Kovács   |
|    | Svizzera (bandiera) | A     | Lauro Amadò    |
|    | Svizzera (bandiera) | A     | Gardner        |
|    | Svizzera (bandiera) | A     | Aldo Poretti   |
|    | Svizzera (bandiera) | A     | Italo Zali     |

## Risultati

### Lega Nazionale

#### Girone d'andata
| Arbitro: | Enderlin (Winterthur) |

|               |           |             |
| Ehrismann 38’ | Marcatori | 69’ Poretti |

| Arbitro: | Schwaar |

|                    |           |                                |
| Wyss 19’ Büche 47’ | Marcatori | 48’, 75’ Poretti 62’ Donizetti |

| Arbitro: | Wunderlin (Basilea) |

|                                         |           |  |
| Poretti 18’, 70’ Soldini 29’ Kittel 88’ | Marcatori |  |

| Arbitro: | Alleman (Bienna) |

|                    |           |             |
| Handley 60’ (rig.) | Marcatori | 47’ Poretti |

| Arbitro: | Meyer (Losanna) |

|           |           |           |
| Bosco 89’ | Marcatori | 12’ Smith |

| Arbitro: | Jordan |

|  |           |                    |
|  | Marcatori | 15’ Xam 87’ Schott |

| Arbitro: | Wittwer (Ginevra) |

|               |           |  |
| Donizetti 90’ | Marcatori |  |

| La Chaux de Fonds 26 novembre 1933, ore 14.30                           | La Chaux-de-Fonds | 4 – 0 | Lugano | Stade de la Charrière |
| \| \| \| \| \| Keller 25’ Romy 69’, 75’ Grunfeld 80’ \| Marcatori \| \| |                   |       |        |                       |
|                                                                         |                   |       |        |                       |
| Keller 25’ Romy 69’, 75’ Grunfeld 80’                                   | Marcatori         |       |        |                       |

| Arbitro: | Wunderlin (Basilea) |

|  |           |              |
|  | Marcatori | 20’ Kielholz |

| Arbitro: | Spengler (Erlenbach) |

|                                  |           |               |
| Jaeck 12’, 44’ (rig.) Haftel 42’ | Marcatori | 75’ Gilardoni |

| Arbitro: | Dagon (Soleure) |

|                                                          |           |                            |
| Diebold 51’ Snopek 55’, 62’ Noldin 60’ Frigerin 88’, 89’ | Marcatori | 34’ Pedrazzoli 43’ Gardner |

| Arbitro: | Neumann (Berna) |

|                                 |           |  |
| Amadò 11’, 71’, 86’ Poretti 27’ | Marcatori |  |

| Arbitro: | Feurer (Distretto di Delémont) |

|                |           |                             |
| Amadò 40’, 59’ | Marcatori | 30’, 60’ Jäggi 73’ Spagnoli |

| Arbitro: | Wittwer (Ginevra) |

|                                     |           |               |
| Riva 15’, 20’, 86’ Bösch 61’ (rig.) | Marcatori | 8’, 73’ Amadó |

| Arbitro: | Enderlin (Winterthur) |

|                              |           |                  |
| Amadò 60’, 55’ Donizetti 70’ | Marcatori | 4’ (aut.) Kovács |

#### Girone di ritorno
| Arbitro: | Dagon (Soletta) |

|           |           |  |
| Amadò 52’ | Marcatori |  |

| Arbitro: | Spengler (Erlenbach) |

|              |           |  |
| Brugnoli 60’ | Marcatori |  |

| Arbitro: | Dagon (Soletta) |

|  |           |              |
|  | Marcatori | 47’ Mestrone |

| Arbitro: | ? |

|                               |           |                        |
| Sobotka 48’ Bassi 60,’ (aut.) | Marcatori | 29’ Amadò 43’ Mestrone |

| Arbitro: | Wittwer (Ginevra) |

|              |           |                            |
| Spagnoli 17’ | Marcatori | 40’ Poretti 42’, 44’ Amadò |

| Arbitro: | ? |

|            |           |                                    |
| Maurer 34’ | Marcatori | 31’ Donizetti 78’ Poretti 85’ Zali |

| Arbitro: | Dagon (Soletta) |

|                                             |           |  |
| Amadò 5’, 61’ Poretti 16’ Brugnoli 49’, 72’ | Marcatori |  |

| Arbitro: | Mercet |

|                                   |           |                     |
| Amadò 49’ Kvasz 54’ Donizetti 58’ | Marcatori | 23’ Haftel 75’ Jäck |

| Arbitro: | Jordan |

|                                             |           |  |
| Poretti 3’, 55’ Kvasz 7’ Donizetti 62’, 67’ | Marcatori |  |

| Arbitro: | ? |

|                                          |           |             |
| Von Kaenel 8’ Feuz 54’ Binder 72’ (rig.) | Marcatori | 65’ Poretti |

| Arbitro: | Corradi (Berna) |

|                                                           |           |  |
| Passello 16’, 44’, 49’ Kielholz 17’, 54’ Tax 18’ Aeby 41’ | Marcatori |  |

| Arbitro: | ? |

|             |           |                             |
| Townley 40’ | Marcatori | 20’, 47’ Amadò 82’ Brugnoli |

| Arbitro: | Feurer (Distretto di Delémont) |

|            |           |                                             |
| Pinter 43’ | Marcatori | 7’ Donizetti 9’ Zali 25’ Amadò 80’ Brugnoli |

| Arbitro: | ? |

|                              |           |  |
| Amadò 58’, 76’ Donizetti 66’ | Marcatori |  |

| Arbitro: | Rapin (Cully) |

|  |           |                                                                    |
|  | Marcatori | 4’, 74’ Poretti 10’, 82’ Donizetti 20’ Amadò 35’ Brugnoli 67’ Zali |

### Coppa Svizzera
| Arbitro: | Raimondi (Chiasso) |

|                                                              |           |  |
| Soldini 30’, 52’ Papa 34’ Poretti 55’ Zali 67’ Donizetti 83’ | Marcatori |  |

| Arbitro: | Wunderlin |

|  |           |            |
|  | Marcatori | 46’ Schott |

### Coppa Ticino
| Arbitro: | ? |

|                             |           |                             |
| Cavalli 63’, 90’ Frione 64’ | Marcatori | 21’ Kittel 50’, 83’ Soldini |

| Arbitro: | Herr (Berna) |

|           |           |               |
| Monti 53’ | Marcatori | 79’ Gilardoni |

| Arbitro: | Grassi |

|               |           |             |
| Darni 3’, 19’ | Marcatori | 21’ Gardner |

| Arbitro: | Raimondi |

|                              |           |                        |
| Amadò 25’ Papa 88’ Bosco 95’ | Marcatori | 13’ Gardner 23’ Berini |